# Coming Back to Life
Coming Back to Life és una cançó del grup britànic de rock progressiu Pink Floyd, i el vuitè títol de l'àlbum The Division Bell, aparegut el 1994. També apareix a PULSE i a David Gilmour in Concert.

## Composició
Gilmour ha dit (com es pot escoltar al DVD David Gilmour in Concert) que la cançó va ser escrita sobre la seva dona, Polly Samson.
La cançó està en la tonalitat de Do major.
És la única cançó de l'àlbum en la que David Gilmour n'és l'únic autor, tant de la música pròpiament, com de la lletra de la mateixa.

## Actuacions en directe
La cançó ha estat un element bàsic a les actuacions de Gilmour des del 1994 fins al 2016. Va ser una de les cançons interpretades per rotació durant la Division Bell Tour de 1994, a tots els espectacles semi-acústics de Gilmour el 2001 i el 2002, a l'actuació de Gilmour al concert del 50è aniversari de la Fender Stratocaster a Londres el 2004, i es va tocar en la majoria dels espectacles durant el seu On an Island Tour en solitari el 2006. Es va convertir en un element bàsic dels espectacles durant el Rattle That Lock Tour del 2015-16.

## Músics
- David Gilmour - veu, Fender Stratocaster
- Richard Wright - Orgue Hammond, Kurzweil
- Nick Mason - bateria, percussió
- Guy Pratt - baix
- Jon Carin - teclats